# ラトローブ (タスマニア州)
ラトローブ（Latrobe）は、オーストラリア・タスマニア州北部の町。人口は4,169人（2016年）。マージー川沿岸に位置する。

## 歴史
- 1826年、B.B.トーマスにより居住開始
- 1861年、タスマニア植民地行政官チャールズ・ジョセフ・ラトローブ（Charles Joseph Latrobe）に因んで、地名が決定

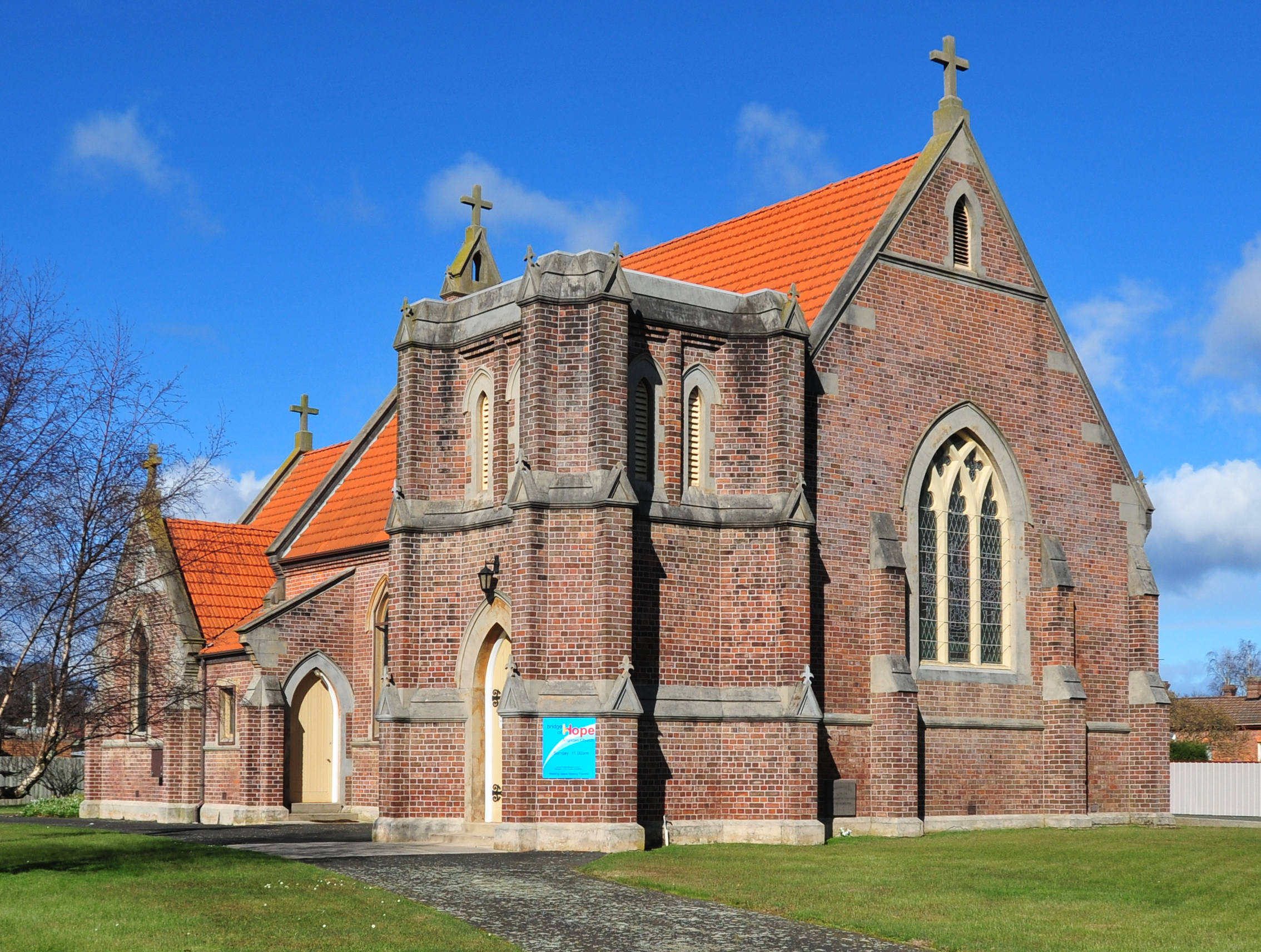
アングリカン教会